# Un giorno all'italiana
Un giorno all'italiana è un 33 giri inciso da Nilla Pizzi nel 1987.

## Tracce
1. Un giorno all'italiana
2. La playa del tango
3. America Latina
4. Chitarra bleu
5. Italian style
6. Mediterranea
7. Storie d'amore
8. Reciprocamente
9. Amantango
10. La mia canzone